# هوازه

پیش‌بال‌های بازشده.

هوازه (slat) به سطح کوچک آیرودینامیکی در لبه حمله یک بال هواپیما گفته می‌شود. هوازه صفحهٔ متحرکی بر روی لبهٔ حملهٔ بال است که با باز شدن آن شکافی بین صفحه و لبهٔ بال ایجاد می‌شود و هوا به‌آرامی از زیر به روی بال حرکت می‌کند. زمانی که پیش‌بال باز شود زاویه حمله بال بالاتر است.
به هوازِه (زه هوایی)، شهپر حمله و برآافزای لبه حمله هم گفته شده‌است.